# Nyctemera propria
Nyctemera propria är en fjärilsart som beskrevs av Swinhoe 1903. Nyctemera propria ingår i släktet Nyctemera och familjen björnspinnare. Inga underarter finns listade i Catalogue of Life.